# 1625年臺灣
本條目介紹臺灣於1625年所發生的歷史事件，以及該年重要台灣人物的生卒日期。這年是荷蘭東印度公司於臺南開啟荷蘭統治時期的第二年。

## 政府

臺灣長官：傑拉德·弗雷德里克茲·德·韋特

### 成員變動

臺灣長官：馬丁努斯·宋克（逝世）

## 事件
- 1625年（明天啟6年），荷蘭荷蘭東印度公司在大員一鯤鯓（今臺南安平區）建立熱蘭遮城[1]。

## 逝世

### 9月
- 顏思齊，38-39歲，漳州海澄人[2]，被誉为“开台王”[3]，精通武術，為人豪爽，廣受敬重。